# Bogotá International Film Festival
El Bogotá International Film Festival o BIFF es un festival internacional de cine anual celebrado en la ciudad de Bogotá, Colombia. La finalidad del festival es exhibir y premiar producciones cinematográficas independientes nacionales e internacionales, presentándolas en diversas categorías que van desde cine infantil, cine sobre conflictos sociales y películas colombianas, entre otras.

## Ganadores del premio del público
| Año  | Película                   | Director              | País                                                        |
| ---- | -------------------------- | --------------------- | ----------------------------------------------------------- |
| 2015 | The Little Prince          | Mark Osborne          | Bandera de Francia                                          |
| 2016 | El Amparo                  | Rober Calzadilla      | Bandera de Venezuela                                        |
| 2017 | El pacto de Adriana        | Lissette Orozco       | Bandera de Chile                                            |
| 2018 | El Piedra                  | Rafael Martínez       | Bandera de Colombia                                         |
| 2019 | Papicha                    | Mounia Meddour        | Bandera de Argelia                                          |
| 2020 | La pérdida de algo sentido | Carlos Eduardo Lesmes | Bandera de Colombia · Bandera de Estonia                    |
| 2021 | Del otro lado              | Iván Guarnizo         | Bandera de Colombia · Bandera de España                     |
| 2022 | Alis                       | Clare Weiskopf        | Bandera de Colombia · Bandera de Chile · Bandera de Rumania |